# Stevan Bates
Pour les articles homonymes, voir Bates.
Stevan Bates est un joueur de football serbe né le 29 novembre 1981 à Belgrade ( Serbie). Il évolue au poste de défenseur.
Stevan Bates a joué 66 matchs en Ligue 2 sous les couleurs de Châteauroux.

## Carrière

### Joueur
- 2000-2002 : Zeleznicar Belgrade ( République de Serbie)
- 2002-2005 : FK Železnik ( République de Serbie puis  République de Serbie)
- 2004 : → FK Alania Vladikavkaz ( Russie)
- 2005-2006 : FK Rad Belgrade ( République de Serbie)
- 2006-2009 : LB Châteauroux ( France)
- 2009-2010 : FK Bakou ( Azerbaïdjan)
- 2010 : Tromsø IL ( Norvège)
- 2011-2012 : FK Bakou ( Azerbaïdjan)
- 2012-2013 : FK Rad Belgrade ( Serbie)
- 2012 : → FK Khazar Lankaran ( Azerbaïdjan)
- 2012-2013 : → Mes Kerman ( Iran)
- 2013-2014 : OFK Belgrade ( Serbie)
- 2014-2016 : Hunan Billows F.C. ( Chine)
- 2016-2017 : FK Rad Belgrade ( Serbie)

### Entraîneur
- 2018-2020 : FK Partizan Belgrade ( Serbie) (adjoint de l'équipe U17)
- 2021- : Shanghai Port Football Club ( Chine) (adjoint)